# Вторая лига России по футболу 2025/2026
В сезоне 2025/2026 Вторая лига в ходе реформы 2023 года была разделена на два дивизиона. Старший дивизион («А»), состоящий из 20 команд, проводился по системе «осень-весна», также, как и сезон Первой лиги. Младший дивизион («Б») — в четырёх территориальных группах проводился по системе «весна-осень». Четыре команды, которые выигрывают свои группы в дивизионе в переходном турнире осенью 2025 года, получают право на переход в дивизион «А» и, в случае соответствия лицензионным требованиям, игру в нём в 2026 году (второй этап сезона 2025/2026 и первый этап сезона 2026/27).
В 2025—2026 годах проводятся соревнования:
- В дивизионе «А» — один розыгрыш — 2025/2026;
- В дивизионе «Б» — два розыгрыша — 2025 и 2026.